# Agrostis balansae
Agrostis balansae é uma espécie de gramínea do gênero Agrostis, pertencente à família Poaceae.